# تنبيهات جوجل
تنبيهات جوجل (بالإنجليزية: Google Alerts)‏ هي خدمة مجانية تقدمها شركة جوجل تقوم بإشعار المستخدم بالأحداث وتنبيهه بالوقائع والتغيّرات. تعمل الخدمة عبر إرسال رسائل إلكترونية للمستخدم عندما تعثر على نتائج بحث جديدة ومتعلقة مثل الصفحات الإلكترونية، مقالات الصحف، التدوينات أو البحوث العلمية التي تطابق شروط المستخدم.

## وصلات خارجية
- موقع تنبيهات جوجل